# Lieux des Grand Theft Auto
Dans chaque épisode de GTA, le joueur a la possibilité de se promener et découvrir des villes différentes. Ces villes n'existent pas en réalité mais sont très fortement inspirées des villes existantes. Dans la série Grand Theft Auto, les États sont en fait des archipels. Ces ensembles d'archipels formeraient donc les États-Unis d'Amérique. Le fait d'être libre dans une ou plusieurs grandes villes est ce qui fait la force de GTA pour plusieurs, et beaucoup d'autres jeux vidéo se sont inspirés de cette idée, à commencer par Driver.

## Liste des villes des GTA
| Nom de la ville           | État, Pays                | Apparaissant dans | Description |
| ------------------------- | ------------------------- | --- | --- |
| Liberty City              | Liberty State, États-Unis | GTA 1, GTA III, GTA San Andreas, GTA Liberty City Stories, Grand Theft Auto IV, Grand Theft Auto: The Lost and Damned, Grand Theft Auto: The Ballad of Gay Tony, Grand Theft Auto: Chinatown Wars | La plus grande ville des États-Unis, inspirée de New York. Centre de l'histoire dans la plupart des cas. Ville dynamique, vivante, ou beaucoup de criminels rodent... Comme dans la cité new yorkaise.                                                                                      |
| Vice City                 | Leonida, États-Unis       | GTA 1, Grand Theft Auto: Vice City, Grand Theft Auto: Vice City Stories,Grand Theft Auto VI | Ville ensoleillée, de vacances, inspirée de Miami. Des tempêtes touchent la ville régulièrement, le climat est tropical. La drogue est très présente à Vice City. Scarface fut une source d'inspiration pour Grand Theft Auto: Vice City.                                                   |
| San Andreas               | San Andreas State         | GTA 1 | Basée sur les grandes villes de l'ouest américain, la ville de San Andreas présente de grandes similitudes avec San Francisco. À partir de Grand Theft Auto: San Andreas, elle représente désormais un État entier, s'inspirant entre autres de la Californie et du Nevada.                 |
| Londres                   | Angleterre                | Grand Theft Auto: London 1969 et London 1961 | Capitale de l'Angleterre, grande ville anglaise, à l'ambiance particulière. Seule fois où un GTA se déroule hors des États-Unis et dans une ville réelle. |
| Anywhere City             | Anywhere State            | Grand Theft Auto 2 | Cette ville n'a pas de nom, elle est appelée par défaut "Anywhere City". Ville futuriste, elle est supposée être aux États-Unis. |
| Los Santos                | San Andreas State         | Grand Theft Auto: San Andreas, Grand Theft Auto V | Capitale de l'État de San Andreas, ville ou les grands artistes vivent, inspirée de Los Angeles. Beaucoup de gangs de rue sont présents. La ville est la seconde plus grande des États-Unis.                                                                                                |
| San Fierro                | San Andreas State         | Grand Theft Auto: San Andreas, GTA 1 | Plus petite "grande ville" de l'État de San Andreas, située à l'ouest de celui-ci, dans une baie, inspirée de San Francisco. Les routes sont en pente. Elle peut être considérée comme la variante de la ville de San Andreas du tout premier jeu.                                          |
| Las Venturas              | San Andreas State         | Grand Theft Auto: San Andreas | Une ville dominée par la mafia, en plein dans le désert, inspirée de Las Vegas. Plein de casinos/hôtels sont présents. Une ville réservée plutôt pour "les flambeurs et les riches" |
| Ludendorff                | North Yankton             | Grand Theft Auto V | Ludendorff est la seule ville connue de l'État. Michael De Santa, Trevor Philips et Brad Snider y ont fait un braquage en 2004 qui a mal tourné. |
| Alderney City et environs | Alderney State            | Grand Theft Auto IV, Grand Theft Auto: The Lost and Damned, Grand Theft Auto: The Ballad of Gay Tony.                                                                                             | Petit état situé à l'ouest de Liberty City, la capitale est Alderney City, inspirée de New Jersey, Newark, et Jersey City, c'est aussi le lieu d'oppérations principal du groupe de bikers "The Lost". C'est une zone assez rurale et industrielle aussi. Une grande prison y est présente. |

## L'ère Grand Theft Auto 1
Dans le premier Grand Theft Auto, l'action se passe dans trois villes différentes : Liberty City, Vice City et San Andreas. Néanmoins, avec la vue du dessus et en 2D, il est difficile de reconnaitre les villes qui les ont inspirées (respectivement New York, Miami et San Francisco), et leur reproduction est très vague.
Avec London 1969 et London 1961, l'histoire se déroule, pour la seule et unique fois de la série, dans une ville réelle : Londres, capitale de l'Angleterre et du Royaume-Uni. Pour la première fois également, le jeu ne se passe pas aux États-Unis. Cependant, la représentation reste schématique et seuls les grands axes et lieux londoniens connus sont présents.

## L'ère Grand Theft Auto 2
La ville futuriste de Grand Theft Auto 2, dont le nom est inconnu, ne s'inspire, semble-t-il, d'aucune ville existante (d'où le nom qu'il lui a été nommé postérieurement « Anywhere City », littéralement, la « ville de n'importe où »). L'action se passe dans un futur proche.

## L'ère Grand Theft Auto III

### Liberty City des années 2000
Dans Grand Theft Auto III et Grand Theft Auto: Liberty City Stories, le joueur visite Liberty City, cette fois en 3D totale une ville légèrement inspirée de New York mais également d'autres villes du Nord des États-Unis comme Chicago, Boston ou encore Portland. Elle possède trois grands quartiers distincts appelés « îles » en raison des ponts qui les lient les unes aux autres. L'histoire débute à Portland, puis on progresse vers Staunton Island avant de finir a Shoreside Vale.
L'action se passe en 2001 pour GTA III, et en 1998 pour Liberty City Stories.

### Vice City des années 1980
Grand Theft Auto : Vice City et Grand Theft Auto: Vice City Stories se passent à Vice City , une ville ressemblant légèrement à Miami, en particulier la Miami Beach (appelée "Vice Beach" dans le jeu), presque identique à la réalité. On y voit aussi apparaître des inspirations de quartiers existants tels que Little Haïti ou encore Little Havana.
L'action se passe en 1986 pour Grand Theft Auto: Vice City, et en 1984 pour Vice City Stories.

### San Andreas des années 1990
San Andreas représente désormais un État dans Grand Theft Auto : San Andreas ; il contient trois villes différentes et imaginaires : Los Santos (représentation de Los Angeles), San Fierro (représentation de San Francisco) et Las Venturas (représentation de Las Vegas). Cet état est inspiré de la Californie et du Nevada, mais également, de l'Utah. On retrouve d'ailleurs des monuments et immeubles connus des grandes villes dans le jeu, tel le Golden Gate Bridge de San Francisco, The Strip, l'avenue de Las Vegas où s'empilent les casinos, et une réplique du panneau Hollywood de Los Angeles. Ces trois métropoles sont reliées par des campagnes et déserts, où se trouvent des villages, comme celui, isolé, d'Angel Pine par exemple.

## GTA IV

### Le Liberty City moderne
Grand Theft Auto IV, Chinatown Wars, Grand Theft Auto: The Ballad of Gay Tony et Grand Theft Auto: The Lost and Damned se passent à Liberty City et dans, mais dans une version différente de Grand Theft Auto III, plus grande et plus développée. La grande différence entre le « vieux » Liberty City et le « nouveau » Liberty City est que le « nouveau » Liberty City est une réplique beaucoup plus réaliste de New York. 
Cette ville fictive est séparée en 4 quartiers : Broker (Brooklyn), Algonquin (Manhattan), Dukes (Queens), Bohan (Bronx). On peut y reconnaitre beaucoup de monuments et d'endroits, comme l'Empire State Building, la statue de la Liberté, le John F. Kennedy International Airport, le One Court Square...

### Alderney
Un autre État est également présent, même s'il joue un rôle plus mineur dans Grand Theft Auto IV, il s'agit de l'état d'Alderney, qui est une inspiration de l'État du New Jersey. Alderney City s'inspire aussi des villes de Newark et de Jersey City et on peut apercevoir plusieurs mini-répliques de villes du New Jersey : Weehawken, Englewood... Alderney n'apparait pas dans Chinatown Wars.
Certaines villes sont également mentionnées, comme Capital City, supposé être Washington, D.C.

## Villages
Plusieurs villages sont également présents tout au long de la série, surtout dans l'État de San Andreas :
- Aldea Malvada (village fantôme)
- Angel Pine
- Bayside
- Blueberry
- Berchem (Alderney)
- Chumash
- Dillimore
- El Quebrados
- Fort Carson
- Harmony (Hameau)
- Las Brujas
- Las Barrancas
- Las Payasadas
- Las Brujas (village fantôme)
- Montgomery
- Normandy (Alderney)
- Cayo Perico
- Paleto Bay
- Palomino Creek
- Sandy Shores